# Basse-Terre
Pour les articles homonymes, voir Basse-Terre (homonymie).
Basse-Terre (en créole guadeloupéen : Bastè) est une commune française, située dans le département de la Guadeloupe, sur la côte sous-le-vent de l'île de Basse-Terre dont elle constitue le chef-lieu. 
Principal centre administratif de l'île, Basse-Terre abrite la préfecture, le conseil régional, le conseil général, le diocèse de la Guadeloupe, le palais de justice et la cour d'appel de l'archipel. C'est l'une des villes-centres d'une agglomération de plus de 51 000 habitants — habitants appelés les Basse-Terriens —, l'unité urbaine de Basse-Terre.
Fondé par le gouverneur Charles Houël, en 1650, comme place forte pour le commerce, le bourg est développé par les ordres religieux des Capucins tout au long des XVIIe et XVIIIe siècles, puis par l'établissement du fort Saint-Charles qui permet de contrôler tout le sud de l'île et le port de Basse-Terre. Peu à peu, la ville devient au XIXe siècle le centre administratif et économique de l'île, mais touchée par des séries de cyclones destructeurs (dont celui de 1928) et sous la menace de la Soufrière, elle perd son statut de capitale économique au profit du développement de Pointe-à-Pitre dans la seconde partie du XXe siècle, tout en gardant un certain nombre de prérogatives historiques dans le domaine du judiciaire et de l'administration.

## Géographie

### Localisation

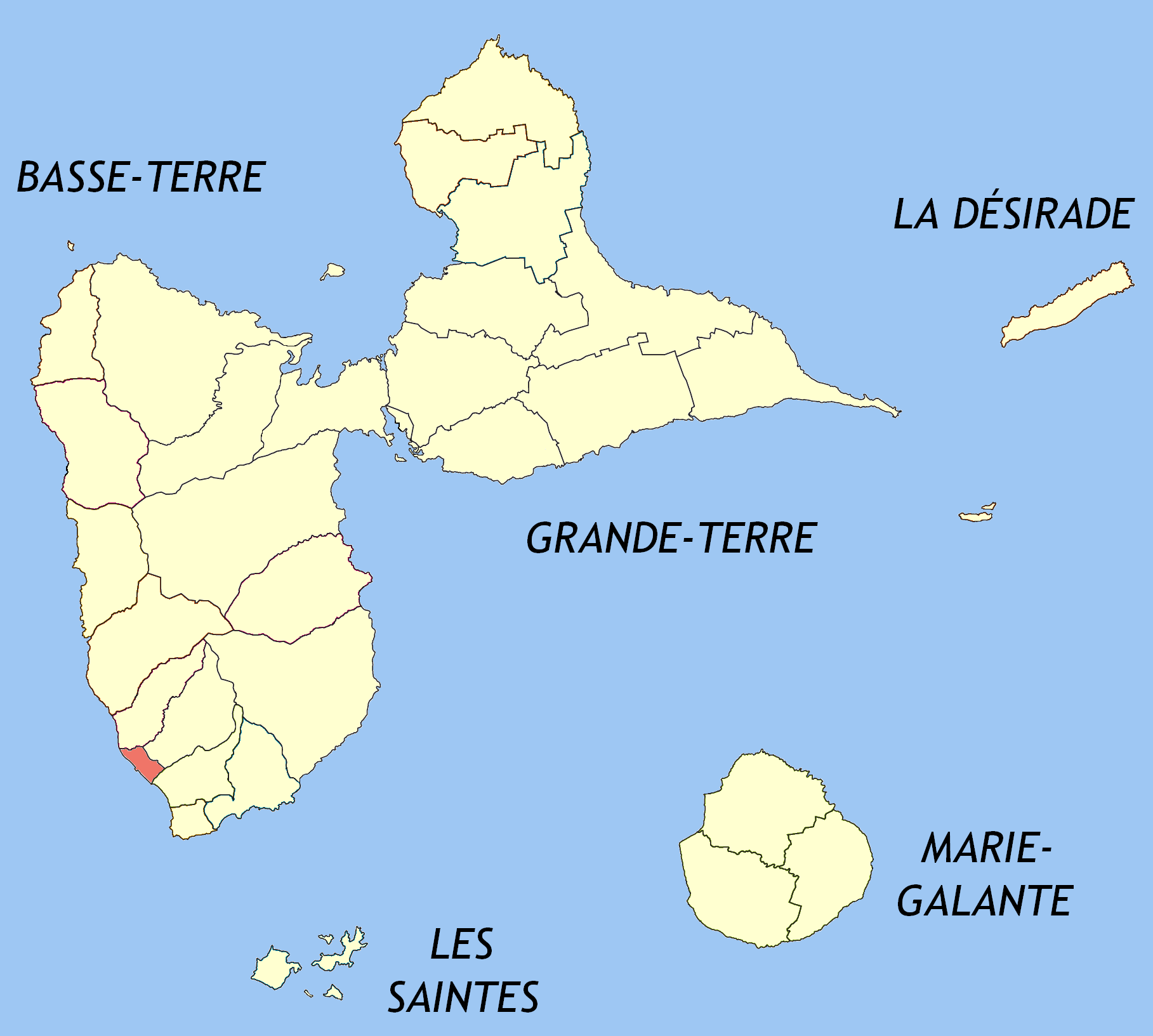
En rouge le territoire communal de Basse-Terre.

De 5,8 km2 de superficie totale, la ville de Basse-Terre est située au sud-ouest de l'île de Basse-Terre, et au pied du volcan de la Soufrière, et cernée de plusieurs cours d'eau — dont les principaux sont Le Galion, la rivière aux Herbes et la rivière des Pères — Elle est exposée à une houle entravant ses relations commerciales.
Les communes les plus proches sont : Baillif à 2,4 km, Gourbeyre à 4,5 km et Saint-Claude à 4,5 km.
Les communes limitrophes sont  Baillif, Gourbeyre et Saint-Claude.
| Baillif          |             | Saint-Claude |
|                  | Basse-Terre |              |
| Mer des Caraïbes |             | Gourbeyre    |

## Urbanisme

### Typologie
Basse-Terre est une commune urbaine, car elle fait partie des communes denses ou de densité intermédiaire, au sens de la grille communale de densité de l'Insee,,,. Elle appartient à l'unité urbaine de Basse-Terre, une agglomération intra-départementale regroupant 7 communes et 48 467 habitants en 2022, dont elle une ville-centre,.
Par ailleurs la commune fait partie de l'aire d'attraction de Basse-Terre, dont elle est la commune-centre. Cette aire, qui regroupe 7 communes, est catégorisée dans les aires de 50 000 à moins de 200 000 habitants,.
La commune, bordée par la Mer des Caraïbes à l'ouest, est également une commune littorale au sens de la loi du 3 janvier 1986, dite loi littoral. Des dispositions spécifiques d’urbanisme s’y appliquent dès lors afin de préserver les espaces naturels, les sites, les paysages et l’équilibre écologique du littoral, par exemple le principe d'inconstructibilité, en dehors des espaces urbanisés, sur la bande littorale des 100 mètres, ou plus si le plan local d’urbanisme le prévoit,.

### Morphologie urbaine
La commune s'est organisée, au fil des siècles, le long d'une rue principale, jadis nommée Grand'Rue. La rivière aux Herbes sépare deux noyaux primitifs d'habitations qui aujourd'hui correspondent aux quartiers du Carmel et de Saint-François. La ville s'est développée sur une étroite bande littorale comprise entre la mer des Caraïbes et les premiers mornes de la longue dorsale montagneuse qui partage l'île en deux. Elle est encadrée par le massif volcanique de la Soufrière au nord-est et les monts Caraïbes et le morne Houëlmont au sud-est. La ville proprement dite s'étend sur 5,78 km2 qui s'étirent sur plus de 3 km en dépit d'un relief accidenté et entrecoupé de nombreuses ravines.

### Territoire communal
Les limites de la commune ont varié au cours des siècles. Le décret colonial du 20 septembre 1837 entérine la création des communes — remontant au 12 novembre 1789 — et fixe les pouvoirs du maire et du conseil municipal. Le territoire de Basse-Terre était jusque-là scindé en deux : l'intra-muros qui correspond à la partie urbaine et sa proche périphérie et l'extra-muros qui s'étendait jusqu'aux pentes de la Soufrière.
En 1837, deux nouvelles communes, issues de découpage de l'extra-muros de Basse-Terre, les futurs Saint-Claude et de Gourbeyre voient le jour. Une délibération du conseil municipal du 15 mars 1839 précise les limites de la commune. Le 16 octobre 1953, la commune est agrandie et englobe les quartiers du bord de mer de Rivière-des-Pères et de Pintade, trop éloignés de Saint-Claude, ainsi que les sections Thillac, Morne-à-Vaches, Desmarais, Guillard et Delille.

### Lieux-dits, hameaux et écarts
Les différents quartiers de Basse-Terre sont : Azincourt (également à Saint-Claude), Bas du Bourg, le Carmel, Desmarais (également à Saint-Claude), Guillaud, Morne-Chaulet, Morne-à-Vaches (également à Saint-Claude), Petit-Paris, Pintade, Rivière-des-Pères, la Rue-Maillan, Saint-François, Sur-le-Morne, Versailles.

### Logement
En 2020, le nombre total de logements dans la commune était de 6 221, alors qu'il était de 6 136 en 2014 et de 6 061 en 2009.
Parmi ces logements, 73,7 % étaient des résidences principales, 1 % des résidences secondaires et 25,3 % des logements vacants. Ces logements étaient pour 54,7 % d'entre eux des maisons individuelles et pour 44,5 % des appartements.
Le tableau ci-dessous présente la typologie des logements à Basse-Terre en 2020 en comparaison avec celles de la Guadeloupe et de la France entière. Une caractéristique marquante du parc de logements est ainsi une proportion de résidences secondaires et logements occasionnels (1 %) inférieure à celle du département (10,1 %) et à celle de la France entière (9,7 %). Concernant le statut d'occupation des résidences principales, 36,2 % des habitants de la commune sont propriétaires de leur logement (36,2 % en 2014), contre 58,7 % pour la Guadeloupe et 57,5 pour la France entière.
| Typologie                                               | Basse-Terre | Guadeloupe | France entière |
| ------------------------------------------------------- | ----------- | ---------- | -------------- |
| Résidences principales (en %)                           | 73,7        | 74,8       | 82,1           |
| Résidences secondaires et logements occasionnels (en %) | 1           | 10,1       | 9,7            |
| Logements vacants (en %)                                | 25,3        | 15,1       | 8,2            |

### Voies de communication et transports

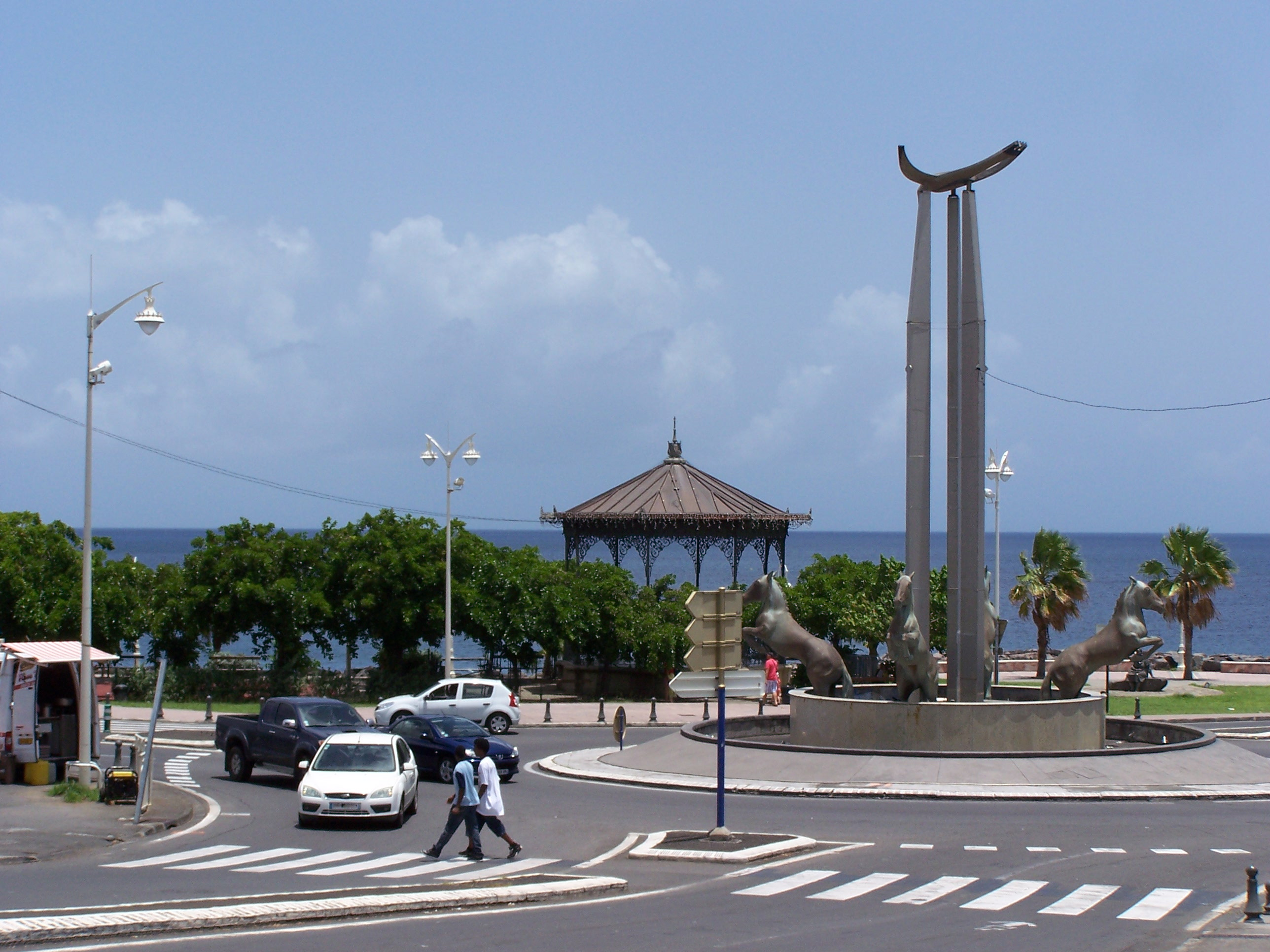
Le rond-point central de Basse-Terre, à l'intersection du boulevard du Général-de-Gaulle et du boulevard du Gouverneur-Éboué.

#### Transports routiers
Bien que située à l'extrémité sud-est de l'île, Basse-Terre est un nœud routier important où convergent les trois principales routes nationales deGuadeloupe :
- la RN 1 vers Pointe-à-Pitre (en passant par Gourbeyre et Capesterre-Belle-Eau), par la côte-au-vent ;
- la RN 2 vers Baie-Mahault (en passant par Baillif et Vieux-Habitants), par la côte-sous-le-vent ;
- la RN 3 vers Saint-Claude.

#### Transports maritimes
Basse-Terre possède une gare maritime qui accueille les croisiéristes et des compagnies qui desservent les îles des Saintes.

#### Transports aériens
Basse-Terre est accessible par les airs grâce à l'aérodrome de Baillif, code AITA : BBR, code OACI : TFFB) : 18 m d'altitude, avec une piste à usage restreint ne pouvant accueillir que de petits avions à hélices.

## Toponymie
Son nom vient du vocabulaire de marine en usage au XVIIe siècle et qui désignait une terre ou un littoral abrité des vents, par opposition à la Capesterre « Le Cap à l'est de la Terre ».

## Histoire
Pour un article plus général, voir Histoire de la Guadeloupe.

### Origines autochtones
Le site a été un village d'autochtones horticulteurs et potiers. En effet, l’abondance en eau douce, véhiculée par une dizaine de ravines et trois rivières (rivière du Galion, rivière aux Herbes et rivière des Pères), est une de ses richesses naturelles qui favorisa l’installation des hommes bien avant l’arrivée des Français. Des fouilles au centre-ville effectuées en 2000-2001 ont révélé la présence d'un ancien village autochtone datant du Ier au Ve siècle.
Localisé dans l'actuel centre-ville de Basse-Terre, ce village autochtone, daté du Ier au Ve siècle — bien que des opinions puissent dater des objets jusqu'à 800 ans avant notre ère —, est fondé par les premières sociétés d'agriculteurs huecans et cédrosans-saladoïdes. Cinq fenêtres ouvertes dans la ville lors d'interventions archéologiques conduites depuis 2000 par l'Inrap dans le secteur de la cathédrale Notre-Dame de Guadeloupe, de la place Saint-François, de la gare maritime, et des rues Schoelcher et Christophe-Colomb, délimitent l'emprise de ce grand village. D'après Dominique Bonnissent, il s'étend de la rivière aux Herbes au sud à la gare maritime au nord, entre le rivage marin et le pied des premiers reliefs du massif de la Soufrière. D'un diamètre de près de 250 m et d'une superficie d'environ 5 ha, ce village apparaît comme l'un des plus vastes de Guadeloupe à cette époque. Les aires d'habitats sont révélées par des trous de poteaux marquant l'emplacement des carbets et par des sépultures de plusieurs sujets inhumés dans des fosses, en position fœtale, avec parfois des céramiques déposées en offrande.
Une sépulture de chien apparaît également caractéristique de cette période. Dans le périmètre des habitats, de nombreux dépotoirs concentrent les rejets issus des activités artisanales et vivrières. Le corpus des céramiques, qui est très varié, évolue au cours des siècles : les décors sont modelés et incisés au Huécan puis sont ornés d'englobe rouge et de motifs peints en blanc au Cédrosan-saladoïde. Si de nombreux outils en pierre, en coquille et en corail illustrent le quotidien, le village se singularise par un atelier de fabrication d'éléments de parures, de perles et de pendeloques sur coquille et sur roches semi-précieuses (améthyste, turquoise, jadéite, cornaline, cristal de roche et jaspe rouge) dont les provenances illustrent les réseaux d'échange avec les autres îles et le continent. D'abondants ossements de poissons, de tortues et d'autres reptiles, de petits rongeurs, d'oiseaux, des coquillages, d'espèces marines et fluviatiles et de très nombreux restes de crabes de terre documentent les pratiques alimentaires.
Entre 2000 et 2002, devant l’importance de ces découvertes pour la Basse-Terre, une campagne de fouilles a été organisée afin de caractériser les deux types d’occupation. Trois zones de fouilles ont été ouvertes, représentant une superficie d’environ 30 m2 et une séquence stratigraphique de 2,50 m. L’occupation autochtone correspond à des niveaux dépotoirs caractéristiques des occupations de zone d’habitat. Ces niveaux, très riches en mobilier, contiennent des rejets de faune consommée, malacofaune et faune vertébrée, de l’industrie lithique et sur coquillage et une forte proportion de céramique. Deux phases d’occupation ont pu être identifiées : une phase ancienne huecan-saladoïde, correspondant aux premières migrations d’horticulteurs-potiers dans les Petites Antilles, et une phase cedrosan-saladoïde, plus récente. Les niveaux sont conservés de façon inégale selon les secteurs car partiellement détruits par le creusement des sépultures de la période coloniale. Une importante série de vases permet d’établir un référentiel typologique supplémentaire pour la phase huecan-saladoïde, très mal documentée dans l’aire caribéenne. L’excellent état de conservation de la faune permettra de caractériser les ressources alimentaires exploitées durant ces phases anciennes.
En 2015, outre la case située 24 rue Schoelcher datant du XXe siècle qui figurait sur le terrain avant sa démolition, elle a permis de reconnaître deux phases distinctes, l’une coloniale et l’autre autochtone. En ce qui concerne la période précolombienne, cette phase est illustrée par un niveau de dépotoir datant de la période Cedrosan-Saladoïde (0-600 environ) qui se traduit par une accumulation, sur une trentaine de centimètres de hauteur, de lentilles de pinces de crabe, de coquillages (burgos, lambis), de corail (cervi cornis), de vertèbres de poisson, de fragments de meules et d’une très forte proportion de fragments de céramique dont certains portent des décors peints ou incisés ainsi que des modelages zoomorphes (adornos).
Aujourd'hui, les pièces archéologiques sont conservés au dépôt archéologique de l'État.

### Naissance du bourg de Basse-Terre (1635-1650)
En 1635, partie de la compagnie de Saint-Christophe-et-Niévès, une expédition cherchait un lieu d'implantation durable à la Guadeloupe. L'opération est confiée à Charles Liènard de l'Olive et à Jean du Plessis d'Ossonville, qui s'associent à quatre missionnaires et 550 colons. Le débarquement se fait le 28 juin 1635, à la pointe Allègre, bien loin de Basse-Terre même. C'est la famine qui fait venir la troupe vers le sud, dans les environs de l'actuelle commune de Vieux-Fort au début de l'année 1636. Après avoir cohabité pendant plusieurs mois avec les Autochtones, les rapports entre autochtones et colons se dégradent assez vite ; L'Olive entame alors une guerre meurtrière contre les locaux. En 1660, un traité les contraint à se retirer en Dominique et à Saint-Vincent. La guerre obligea à bâtir un fort, aujourd'hui Fort l'Olive à Vieux-Fort. En 1640, Aubert succède à L'Olive au gouvernement de l'île, et très vite il délaisse le site pour s'installer sur la rive gauche du Galion, ce qui correspond à l'actuelle marina de Rivière-Sens, à Gourbeyre. En 1643, Charles Houël, remplace Aubert et en 1650, il délaisse le site de la marina pour bâtir sur l'éperon rocheux dominant la rade de Basse-Terre, sur la rive droite du Galion, un fort du nom de « Chasteau de la Basseterre ». Des religieux élèvent la première église, aujourd'hui l'église Notre-Dame-du-Mont-Carmel, peu de temps après et la ville s'organise autour de la chapelle, et ce depuis le fort jusqu'à la rivière aux Herbes.

### Naissance du bourg de Saint-François (vers 1680)
Vers 1680, sur la rive droite de la rivière aux Herbes, des Capucins bâtissent une chapelle dédiée à saint François d'Assise, là où se trouve l'actuelle cathédrale Notre-Dame-de-Guadeloupe et autour de ce lieu de culte naît un second foyer de peuplement. Ainsi la rivière aux Herbes sépare deux bourgs distincts : Basse-Terre et Saint-François. En réalité, les habitants affluent vers le nouveau bourg à cause des attaques des Anglais, qui incendient le bourg de Basse-Terre en 1691 (et de nouveau en 1703). À la suite de ces raids, les habitants pensent que c'est le fort même qui attire les envahisseurs et par conséquent se déplacent vers le bourg de Saint-François. Un pont de pierre est construit en 1739, en remplacement d'un gué et d'un pont en bois traversant la rivière aux Herbes.

### Occupation anglaise (1759-1763) et timide renouveau (1763-1789)

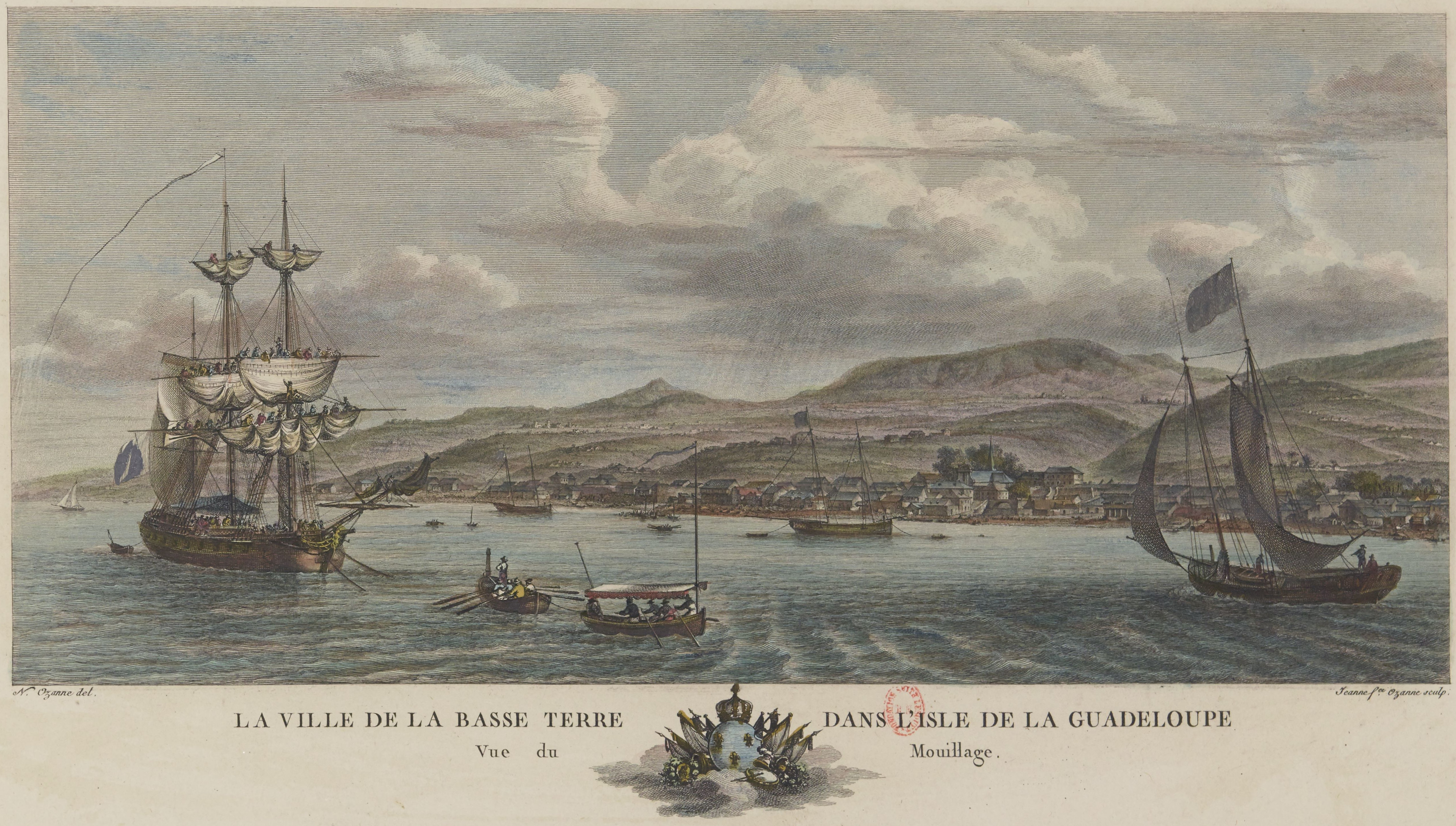
Le mouillage de Basse-Terre en 1776, gravure d'après Nicolas Ozanne.

La ville est prise par les Anglais le 23 janvier 1759 qui la dévastent et comme l'île même, elle subit l'occupation jusqu'au 10 février 1763. La colonie connaît un regain d'activité, malgré la fondation de Pointe-à-Pitre vers 1764, bourg mieux placé par rapport à la houle, et malgré un incendie en septembre 1782 ; elle est même redessinée partiellement à partir de 1787.

### Période révolutionnaire (1789-1802)
La Révolution atteint l'île et donc Basse-Terre à partir de septembre 1789. Les Anglais reprennent la ville le 22 avril 1794 aux mains du gouverneur Collot et Victor Hugues, envoyé par la Convention nationale depuis Paris pour à la fois reprendre la colonie en main et abolir l'esclavage, les en déloge à coups de canon en décembre 1794 et y installe la guillotine. La ville est le théâtre d'opérations militaires réalisées par le général Richepanse, envoyé par Napoléon Bonaparte pour rétablir l'esclavage, contre Louis Delgrès en 1802. Delgrès se replie dans le fort Saint-Charles le 20 mai 1802 et l'abandonne le 22 mai.

### Renouveau difficile (1802-1870)
Basse-Terre est occupée du 6 février 1810 au 30 mai 1814, et de nouveau du 10 août 1815 à juillet 1816. Pendant plus de vingt ans, la ville souffre des séquelles de ces agitations. Ce n'est qu'après quatre cyclones (en 1816, 1821, 1825 et 1844) que Basse-Terre songe à se réhabiliter par la construction et l'aménagement du Champ d'Arbaud, la construction de l'hôpital militaire (actuel lycée Gerville-Réache), la construction d'un évêché, l'assainissement et l'agrandissement de la cité par la création de nouveaux quartiers tels que Trianon, Versailles, Petite Guinée, Petit-Paris, mais la situation demeure inchangée, aggravée de plus par l'épidémie de choléra en 1865.

### Regain d'activité (1870-1976)
À partir de 1870, la commune commence à se reprendre et inaugure en 1889 son hôtel de ville. Elle sera la première ville à être électrifiée en 1913. L'impulsion arrive avec Ali Tur après le cyclone de septembre 1928 et sont bâtis le palais de justice, le palais du conseil général et un marché dans les années 1930. Un port est construit — car jadis des quais en bois servaient de port — de 1961 à 1964, le boulevard est tracé en 1962 pour la desserte du port ; il est prolongé en 1964 et de nouveau en 1965 ; c'était jadis une grève de galets et de sable noir qui longeait le littoral. La houle cyclonique ravage à maintes reprises l'aménagement de ce boulevard : en 1989 avec Hugo, en 1995 avec Marilyn, en 1999 avec Lenny, en 2008 avec Omar.

### Déclin depuis 1976

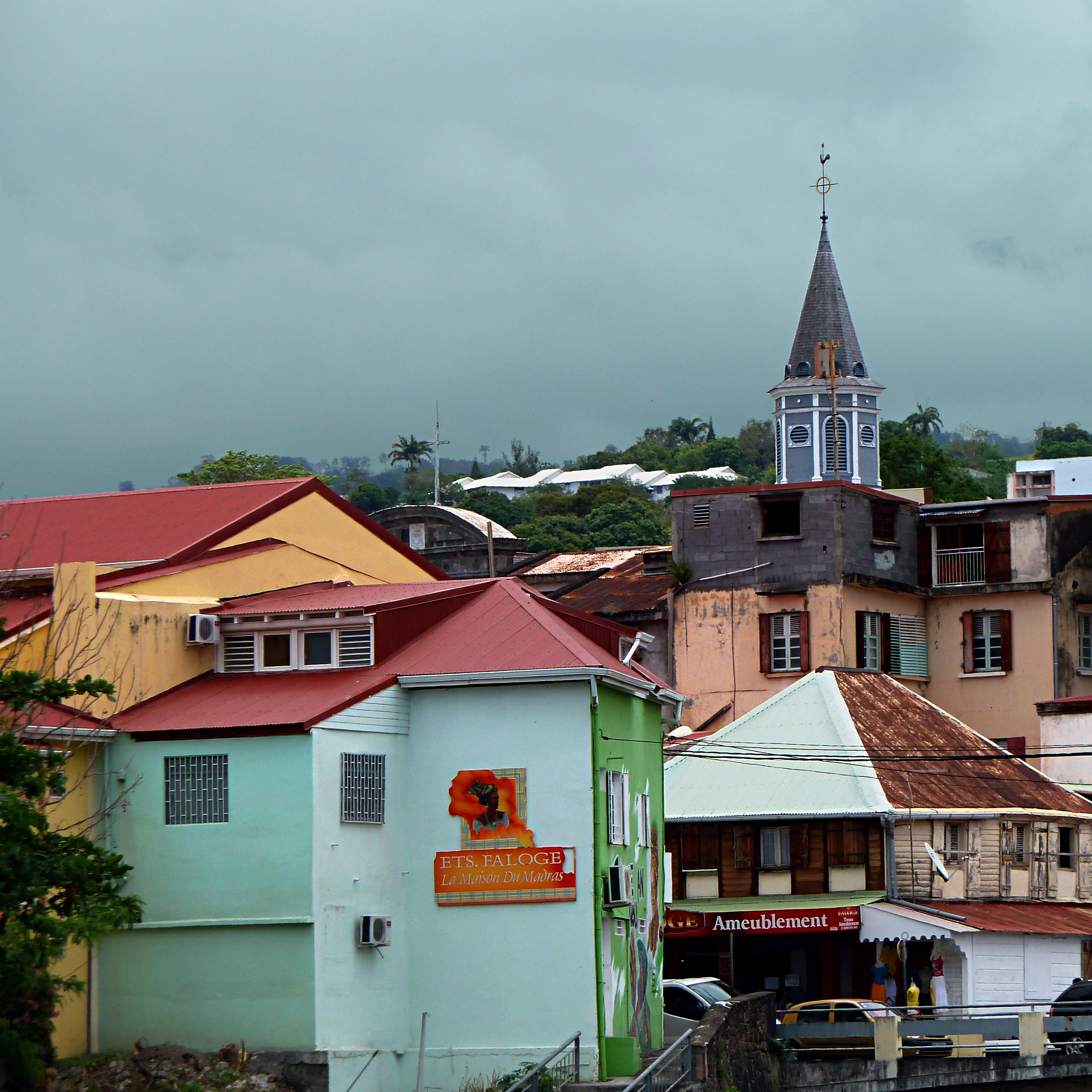
Le centre-ville de Basse-Terre.

Du 15 août au 18 novembre 1976, 73 600 habitants de la commune sont évacués en raison de la soudaine éruption phréatique de la Soufrière. Certains évacués ne reviendront jamais. L'activité économique de la ville, notamment portuaire, est transférée à Jarry au centre de l'île tandis que certaines institutions s'installent dans le quadrilatère de Cap Excellence. Depuis vingt ans, le centre-ville se dépeuple au profit de zones périurbaines ou des communes limitrophes telles que Baillif, Saint-Claude et Gourbeyre, malgré les tentatives successives de redynamisation et de renouveau de l'économie basse-terrienne.

## Politique et administration

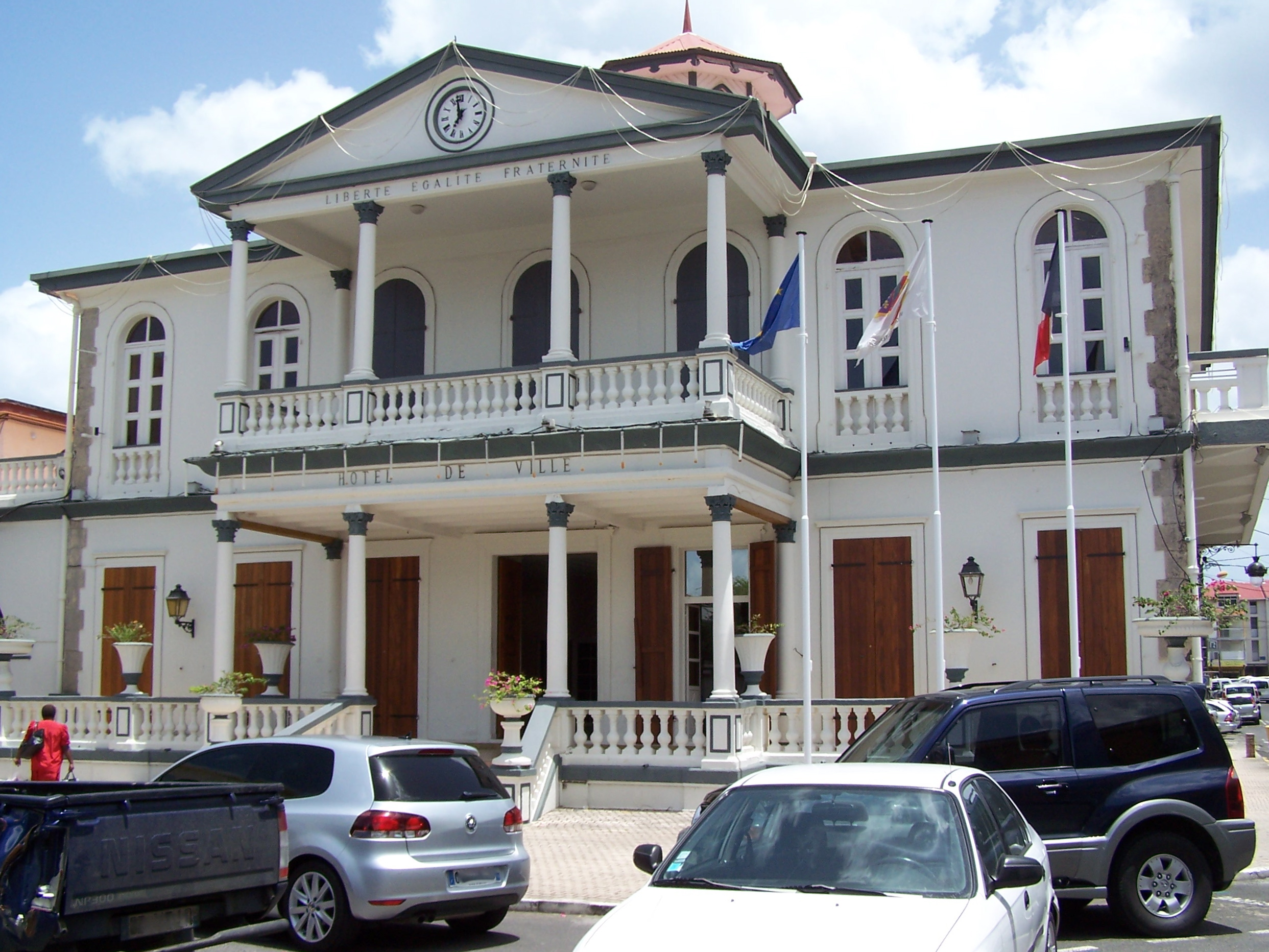
L'hôtel de ville de Basse-Terre, place de la Liberté.

### Rattachements administratifs et électoraux
Basse-Terre est la préfecture du département de la Guadeloupe et le bureau centralisateur du canton homonyme depuis le redécoupage cantonal de 2014. Avant cette date, la commune était divisée en deux cantons : 
- Basse-Terre-1
- Basse-Terre-2

Pour l'élection des députés, Basse-Terre fait partie depuis 1988 de la quatrième circonscription de la Guadeloupe.

### Intercommunalité
Basse-Terre est le siège de la communauté d'agglomération Grand Sud Caraïbe qui compte onze communes regroupant 80 163 habitants en 2016.

### Jumelages
- Pondichéry (Inde). Du 25 mai au 31 mai 1981 ont eu lieu des cérémonies de célébrations pour de jumelage avec la Ville de Pondichéry qui a notamment été représenté par Savarirajan, ministre l’Intérieur du territoire de Pondichéry. La délégation de Pondichéry a été accueillie par Jérôme Clery, maire de Basse-Terre et président du Comité de Jumelage[24].

### Parc national de la Guadeloupe
La commune de Basse-Terre fait partie de l'aire d'adhésion du Parc national de la Guadeloupe. Une aire d'adhésion est une zone qui entoure le cœur du parc. Cette adhésion se réalise par la signature d'une charte du parc national par la commune.    

## Population et société

### Démographie

#### Évolution démographique
Le nombre total de ménages à Basse-Terre est de 4 549. Depuis 1982, la population de la commune reste stable.
L'évolution du nombre d'habitants est connue à travers les recensements de la population effectués dans la commune depuis 1961, premier recensement postérieur à la départementalisation de 1946. À partir de 2006, les populations de référence des communes sont publiées annuellement par l'Insee. Le recensement repose désormais sur une collecte d'information annuelle, concernant successivement tous les territoires communaux au cours d'une période de cinq ans. Pour les communes de plus de 10 000 habitants les recensements ont lieu chaque année à la suite d'une enquête par sondage auprès d'un échantillon d'adresses représentant 8 % de leurs logements, contrairement aux autres communes qui ont un recensement réel tous les cinq ans,.

En 2022, la commune comptait 9 419 habitants, en évolution de −7,89 % par rapport à 2016 (Guadeloupe : −2,67 %, France hors Mayotte : +2,11 %).
| 1961   | 1967   | 1974   | 1982   | 1990   | 1999   | 2006   | 2011   | 2016   |
| ------ | ------ | ------ | ------ | ------ | ------ | ------ | ------ | ------ |
| 13 978 | 15 690 | 15 457 | 13 656 | 14 003 | 12 410 | 12 834 | 11 730 | 10 226 |

| 2021  | 2022  | - | - | - | - | - | - | - |
| ----- | ----- | - | - | - | - | - | - | - |
| 9 779 | 9 419 | - | - | - | - | - | - | - |

#### Pyramide des âges
En 2018, le taux de personnes d'un âge inférieur à 30 ans s'élève à 36,2 %, soit au-dessus de la moyenne départementale (34,8 %). À l'inverse, le taux de personnes d'âge supérieur à 60 ans est de 27,2 % la même année, alors qu'il est de 25,6 % au niveau départemental.
En 2018, la commune comptait 4 529 hommes pour 5 517 femmes, soit un taux de 54,92 % de femmes, légèrement supérieur au taux départemental (54,05 %).
Les pyramides des âges de la commune et du département s'établissent comme suit.
| Hommes | Classe d’âge | Femmes |
| ------ | ------------ | ------ |
| 1,2    | 90 ou +      | 2,3    |
| 6,0    | 75-89 ans    | 9,8    |
| 16,4   | 60-74 ans    | 18,0   |
| 20,6   | 45-59 ans    | 22,7   |
| 13,8   | 30-44 ans    | 15,7   |
| 21,1   | 15-29 ans    | 14,9   |
| 20,9   | 0-14 ans     | 16,6   |

| Hommes | Classe d’âge | Femmes |
| ------ | ------------ | ------ |
| 0,8    | 90 ou +      | 1,5    |
| 7,1    | 75-89 ans    | 8,5    |
| 18,9   | 60-74 ans    | 18,6   |
| 22,4   | 45-59 ans    | 23,8   |
| 14,2   | 30-44 ans    | 17,1   |
| 17,4   | 15-29 ans    | 15     |
| 19,2   | 0-14 ans     | 15,6   |

### Instances judiciaires et administratives

Le palais de justice.

La commune de Basse-Terre accueille le palais de justice — dont le bâtiment construit en 1934 par l'architecte Ali-Georges Tur est classé depuis 2007 aux monuments historiques — qui abrite la cour d’appel de Basse-Terre, un tribunal d’instance, un tribunal de grande instance ainsi qu'un tribunal administratif et également un conseil des prud’hommes. L'ordre des avocats du barreau de la Guadeloupe est établi également sur la commune. Basse-Terre bénéficie de la présence d'une Chambre des huissiers, d'une Chambre des notaires et d'une Chambre de commerce. La préfecture est également présente et la ville est le siège de la communauté d'agglomération du Sud Basse-Terre. Elle possède un commissariat de police ainsi qu'une maison d'arrêt.

### Enseignement
Comme toutes les communes de l'archipel de la Guadeloupe, Basse-Terre est rattaché à l'Académie de la Guadeloupe. La ville possède sur son territoire cinq écoles maternelles (Chevalier-Saint-Georges, Circonvallation, Laurel-Abel-Le-Carmel, Petit-Paris et Rivière-des-Pères) et huit écoles primaires (Elie-Chaufrein, Gaston-Michineau, Mélanie-Milly, Jeanne-d'Arc (privé), Saint-Paul-de-Bouillon (privée), Immaculée-Versailles (privée), Régina-Richard et Rivière-des-Pères).
La commune accueille différents établissements d'enseignement secondaires :
- le collège Joseph-Pitat ;
- le collège Les Persévérants ;
- le collège-pensionnat de Versailles ;
- le lycée d'enseignement général et technologique Gerville-Réache ;
- le lycée d'enseignement général et technologique Raoul-Georges-Nicolo à Rivière-des-Pères ;
- le lycée privé d'enseignement général et technologique et d'enseignement professionnel Les Persévérants ;
- le lycée-pensionnat privé d'enseignement général et technologique et d'enseignement professionnel de Versailles.

### Santé
Les institutions médicales de Basse-Terre sont, après celles du centre hospitalier universitaire de Pointe-à-Pitre (CHU), les plus importantes de l'île. Le centre hospitalier de la Basse-Terre (CHBT) possède, en 2012, 235 lits organisés en quatre pôles (urgences, chirurgie, médecine interne élargie, obstétrique-pédiatrie) et fonctionne avec un personnel de 850 médecins, agents hospitaliers et administratifs. Il est équipé depuis juillet 2021 d'un appareil d'IRM.
La ville dispose également d'un centre médico-social.

### Culture
- La commune accueille l'auditorium Jérôme-Cléry et une salle de spectacle de 500 places : L'Artchipel.
- La commune possède une maison du patrimoine.
- La fête patronale est célébrée le 12 décembre.
- La fête du Carmel est célébrée le 16 juillet.

### Sports
Les équipements sportifs de la commune sont :
- le palais des sports de Rivière-des-Pères (1 600 places) ;
- le stade de Rivière-des-Pères (4 000 places, dont 1 000, assises) ;
- la piscine intercommunale de Rivière-des-Pères, fermée en 2017 à la suite des dommages provoqués par l'ouragan Maria et rouverte après 2 millions d'euros de réparations en 2020[34],[35] ;
- le stade Félix-Éboué ;
- des salles multisports.

Ils sont utilisés par les clubs sportifs basse-terriens :
- le Cygne Noir, football ;
- La Gauloise de Basse-Terre, football ;
- Racing Club de Basse-Terre, football ;
- l'Étoile du Carmel, football ;
- le Basse-Terre Rugby Club (BASTRUC), rugby.

### Médias
La ville de Basse-Terre accueille des antennes de la chaîne de télévision Guadeloupe 1re et de la station de radio Guadeloupe 1re.

## Économie
La superficie de la commune, très réduite depuis la fin du XIXe siècle, et son relief montagneux ne lui permettent pas de développer une activité agricole à grande échelle. Seule la distillerie Bologne, productrice de rhum, demeure notable et est l'un des fleurons de la production locale, partagé avec la commune de Baillif. La ville, chef-lieu du département, accueille les principales administrations mais également la chambre de commerce et d'industrie de Basse-Terre, le secteur tertiaire est donc très important.
Le développement du secteur économique passe par l'amélioration de l’accueil des croisiéristes et des passagers dans le port de Basse-Terre. La première pierre de la gare maritime est posée le 27 décembre 2013. La gare moderne d’une capacité de 100 personnes avec des espaces billetterie et restauration est inaugurée le 2 octobre 2015.
La construction d'un hôtel Première Classe du groupe Louvres Hôtels, visant la clientèle d'affaires, est également programmée,.

### Emploi
Le taux de chômage, en 1999, pour la commune est de 36,3 %. la population active totale est de 5 608 individus.
Répartition des emplois par domaine d'activité
|                             | Agriculteurs | Artisans, commerçants, chefs d'entreprise | Cadres, professions intellectuelles | Professions intermédiaires | Employés | Ouvriers |
| --------------------------- | ------------ | ----------------------------------------- | ----------------------------------- | -------------------------- | -------- | -------- |
| Basse-Terre                 | 1 %          | 7 %                                       | 6,9 %                               | 21,4 %                     | 46,9 %   | 16,9 %   |
| Moyenne Nationale           | 2,4 %        | 6,4 %                                     | 12,1 %                              | 22,1 %                     | 29,9 %   | 27,1 %   |
| Sources des données : INSEE |              |                                           |                                     |                            |          |          |

## Culture locale et patrimoine

### Lieux et monuments
Basse-Terre est classée Ville d'Art et d'Histoire depuis 1995.

#### Monuments civils
- Le fort Delgrès (ancien fort Saint-Charles), construit par Charles Houël en 1649 ; par la suite, nombre de gouverneurs y apportèrent des agrandissements ainsi que de conséquentes modifications. Plusieurs fois pris et repris. Il eut plusieurs noms : fort Houël (1650-1794), fort Mathilde par les Anglais (1794), fort Richepanse (30 mars 1803-1810), de nouveau fort Mathilde (1810-1814 et 1815-1816), de nouveau fort Richepanse (1816-1960), fort Saint-Charles (1960) et fort Delgrès (depuis 1989). Classé monument historique par arrêté du 21 novembre 1977[42].
- Le musée Gerty-Archimède, ouvert depuis 1984 dans la maison où vécut l'avocate et femme politique Gerty Archimède.
- L'hôtel de ville a été construit en 1889. Pour les fêtes du Tricentenaire du rattachement des Antilles à la France, Georges Rohner a réalisé six tableaux pour décorer le bâtiment, entre 1934 et 1936[43].
- Le palais de justice, ensemble des bâtiments du palais de justice construit par Ali Tur[44]. Il sert de tribunal et y abrite la cour d'appel et le tribunal de grande instance. Il est classé aux monuments historiques par arrêté du 15 décembre 1997.
- L'horloge du marché, se trouvant à l'intérieur du marché aux épices de la ville et datant de 1932, est l'œuvre de l'architecte Ali Tur[44],[45].
- Le lycée Gerville-Réache, construit dans le premier quart du XIXe siècle, abritait un hôpital militaire qui fut ensuite converti dans les années 1950 en lycée. Les bâtiments sont classés par arrêté du 15 janvier 1979.
- Le conseil régional de la Guadeloupe, bâti de 1991 à 1993, abrite les bureaux des conseillers régionaux et du président de l'exécutif régional.
- Le conseil général de la Guadeloupe, bâti sur le site de l'ancien palais du Vieux Gouvernement, classé depuis 1997 aux Monuments historiques[46].
- La préfecture de la Guadeloupe, sur le site de l'ancien hôpital militaire détruit en 1794 par un incendie, devint un quartier d'artillerie que l'on nommait « caserne d'Orléans » au XIXe siècle. L'édifice actuel fut élevé par Ali Tur entre 1932 et 1935[44] et était appelé « palais d'Orléans » ou « palais du Gouverneur ». Ce ne fut qu'en 1951 que l'administration préfectorale s'y installa. Classé par arrêté du 15 décembre 1997.
- Un certain nombre de maisons du centre-ville datant de la fin du XVIIIe et du XXe siècle ont été inscrites ou classées aux monuments historiques : maison Bougenot, maison Chapp, maison Coquille, maison Liensol, maison Matis.
- Sé la vi la ki pli bèl, vers 1995, groupe équestre de Michel Rovelas ornant une fontaine sur un rond-point du boulevard Gerty Archimède.
- Le boulevard Maritime, lieu de promenade longeant la côte.
- Le Monument aux morts, classé monument historique en 2018.

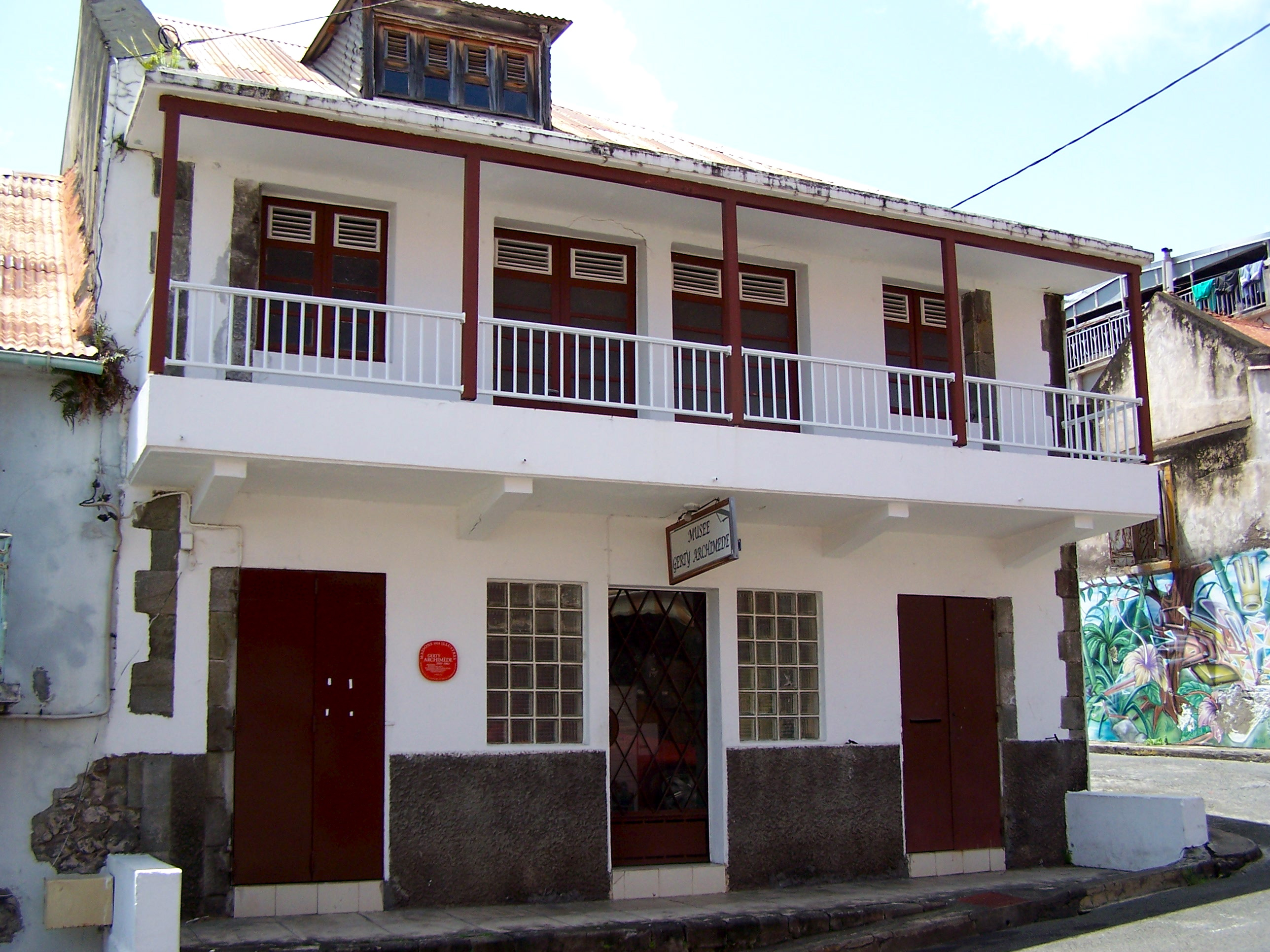
Le musée Gerty-Archimède.
Le palais du conseil général de Guadeloupe, classé monument historique.
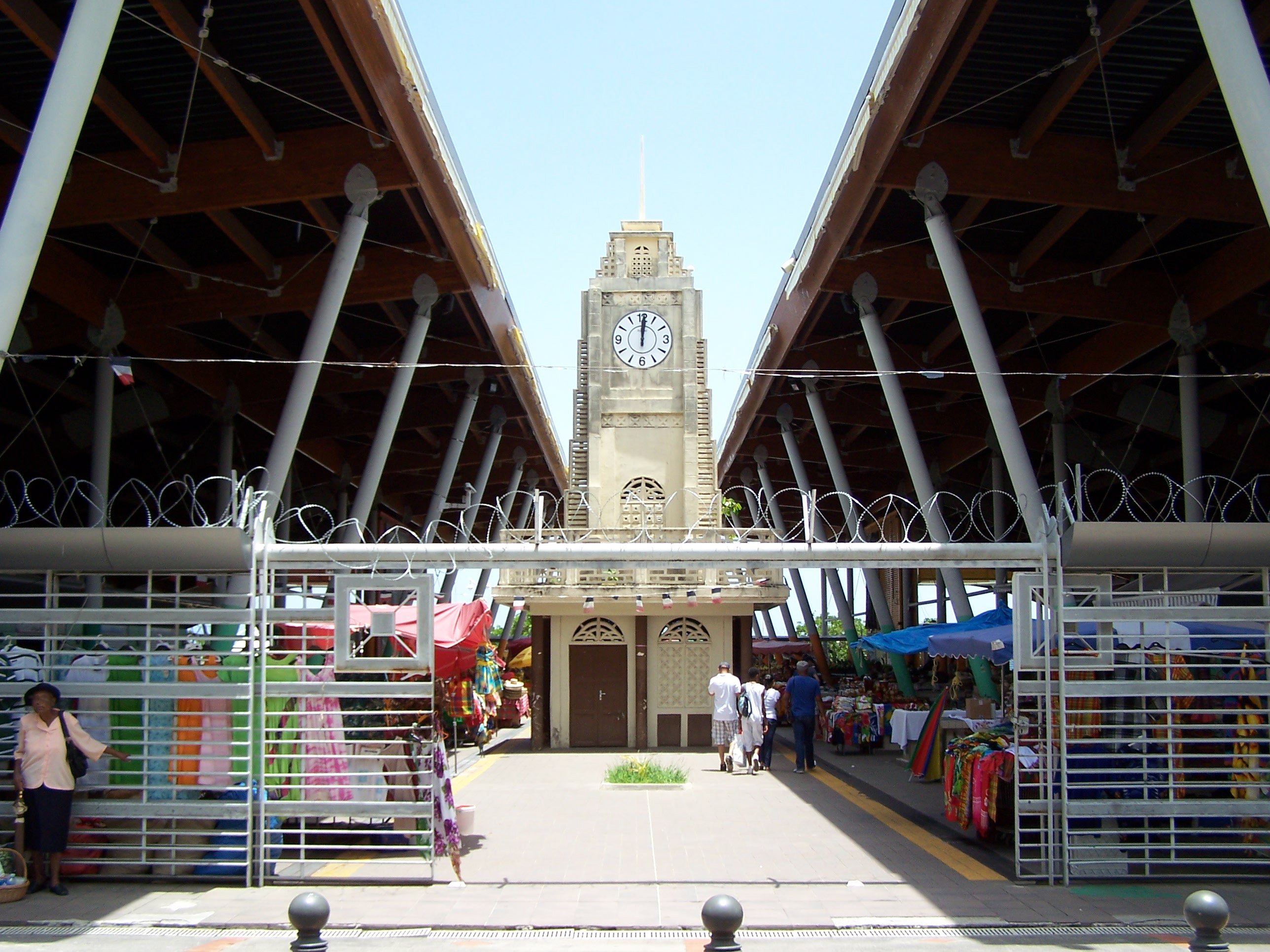
Le marché aux épices de Basse-Terre et son horloge.

#### Monuments religieux
- La cathédrale Notre-Dame-de-Guadeloupe, elle succède à une chapelle de bois construite au XVIIIe siècle qui portait alors le nom d'église Saint-François[47]. Ce n'est qu'en 1877 qu'elle fut consacrée à Notre-Dame-de-Guadeloupe. La cathédrale est classée aux monuments historiques le 17 juin 1975. Ses bâtiments annexes sont le siège du diocèse de Basse-Terre et Pointe-à-Pitre. Le clocher de la cathédrale, construit en 1837 puis rénové récemment[Quand ?], est séparé et situé à l'arrière de la cathédrale. Il a été classé monument historique le 19 mai 2006[48].
- L'église Notre-Dame du Mont-Carmel, élevée par les premiers colons, et plus exactement par des religieux au XVIIe siècle, elle signe la fondation même de Basse-Terre[49]. Elle a été classée monument historique le 20 avril 2006[50],[51].
- Le monastère Saint-Antoine, fondé en 1897 comme hospice de charité et propriété de la congrégation Saint-Vincent-de-Paul. Il a été inscrit aux monuments historiques en 2007[52],[53].

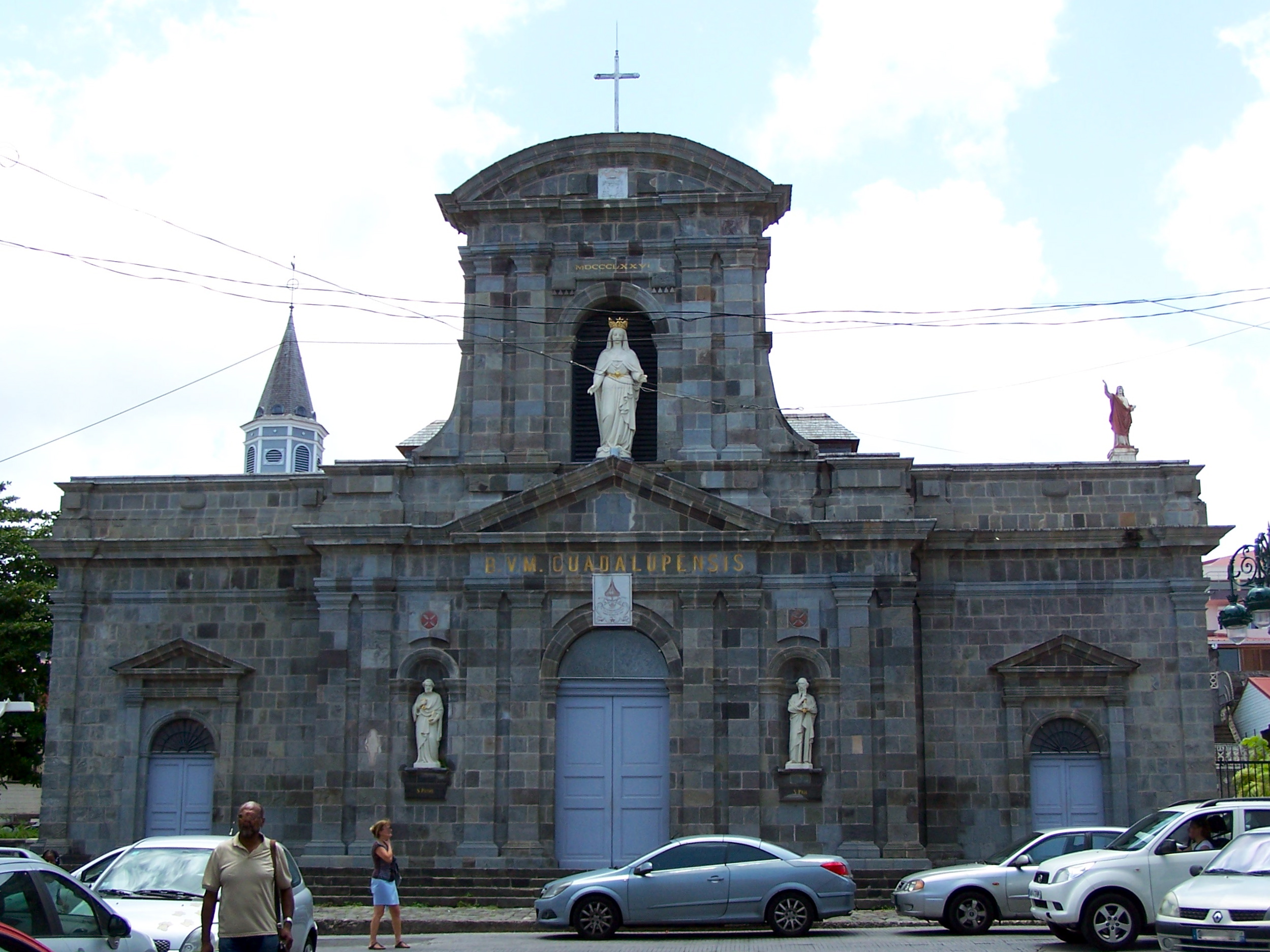
La cathédrale Notre-Dame-de-Guadeloupe.
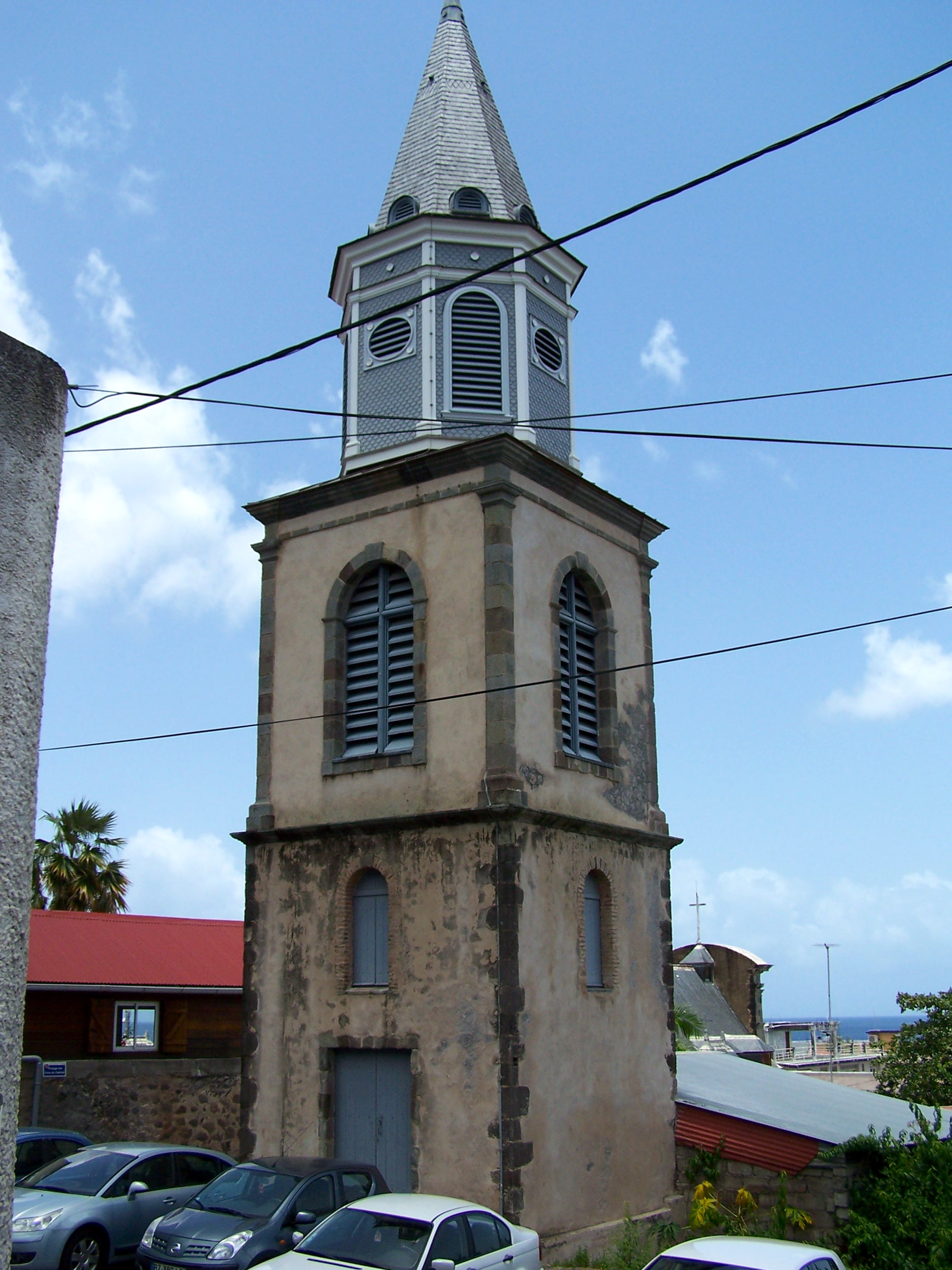
Le clocher séparé de la cathédrale.
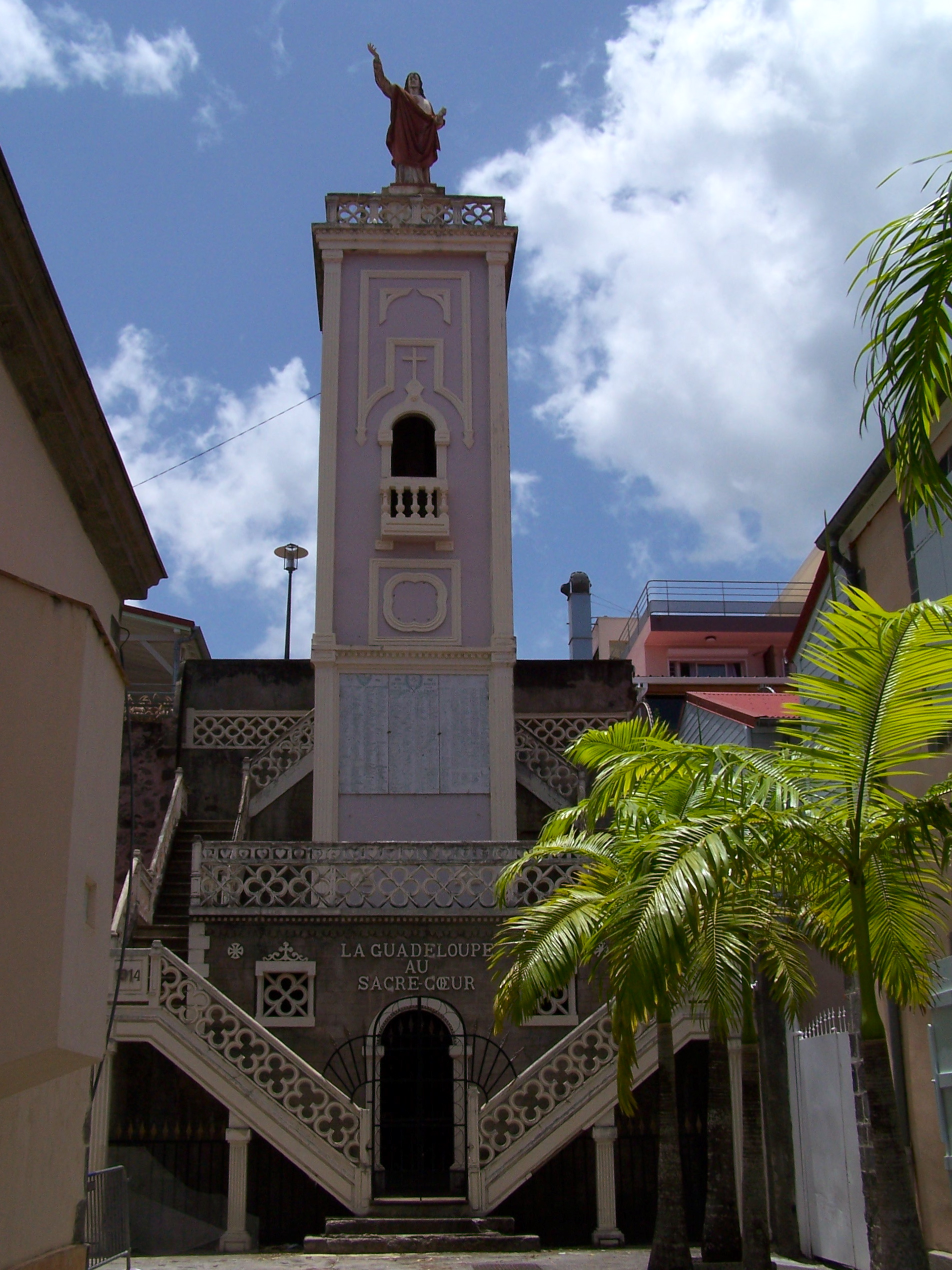
Le siège du Diocèse de Basse-Terre et Pointe-à-Pitre.
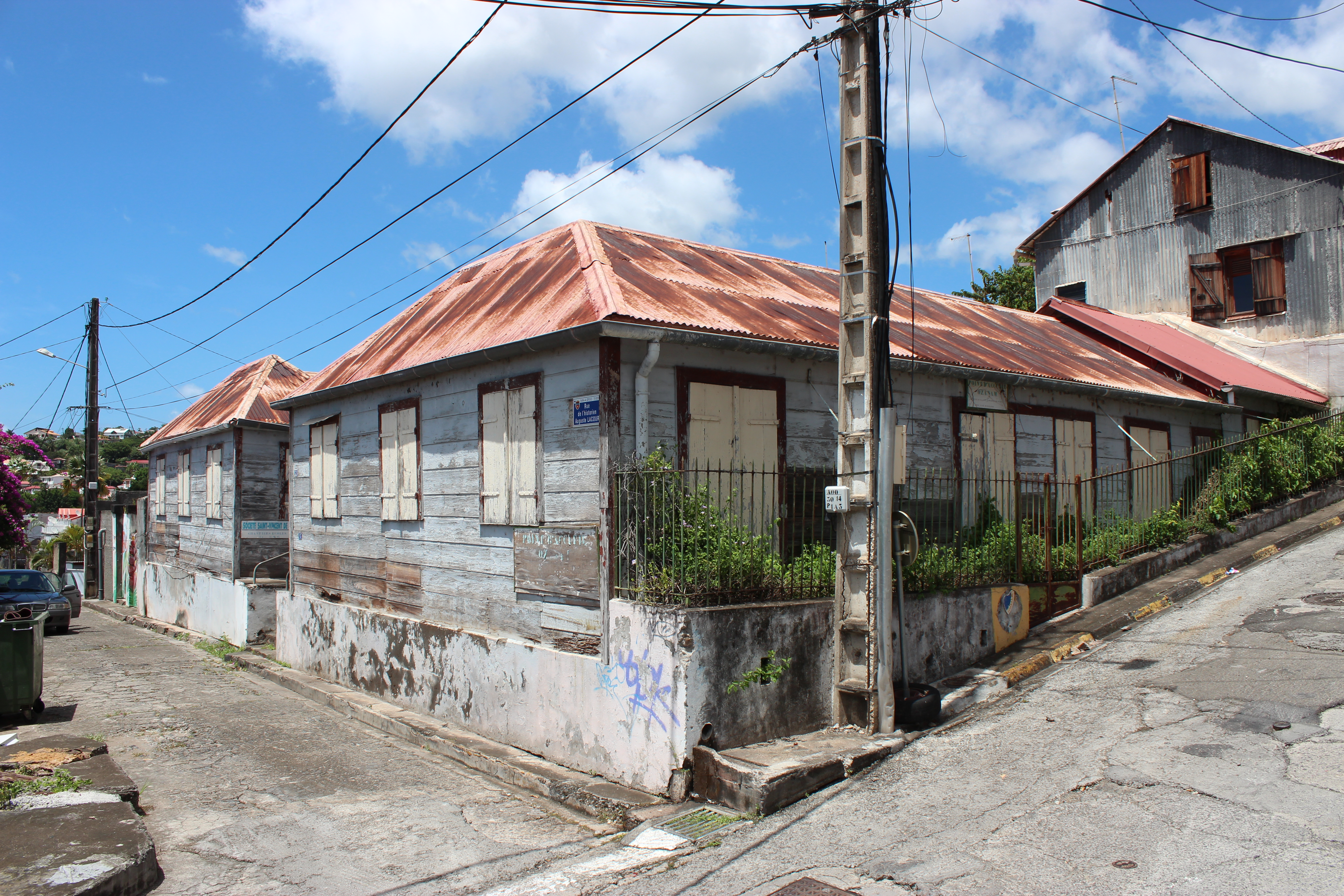
Le monastère Saint-Antoine.

### Personnalités liées à la commune
- Jean-Jacques Ambert (1765-1851), général des armées de la République et de l'Empire, né à Saint-Céré, mort à Basse-Terre.
- Gerty Archimède, née le 26 avril 1909 à Morne-à-l'Eau (Guadeloupe) et morte à Basse-Terre le 15 août 1980, première femme inscrite au barreau de la Guadeloupe en 1939 et adjointe au maire Élie Chaufrein (1953-1956).
- Joseph Aucourt, footballeur né à Basse-Terre le 12 janvier 1927, il porta notamment le maillot du RC Basse-Terre et des Girondins de Bordeaux (1952-1955).
- Minia Biabiany, née en 1988 à Basse-Terre, artiste plasticienne.
- Élie Bloncourt, né à Basse-Terre le 5 mai 1896, député de l'Aisne et fervent résistant durant la Seconde Guerre mondiale.
- Louis Joseph Amour de Bouillé du Chariol (1769-1850), général des armées de la République et de l'Empire.
- Jean-Pierre Cyprien, footballeur né à Basse-Terre le 12 février 1969, ayant notamment porté le maillot de l'Olympique de Marseille.
- Louis Delgrès, né le 2 août 1766 à Saint-Pierre (Martinique) et mort le 28 mai 1802 à Matouba en Guadeloupe, héros guadeloupéen, commandant de la place de Basse-Terre en 1802.
- Élie Domota, né en 1967 à Basse-Terre, syndicaliste guadeloupéen et porte-parole du Liyannaj Kont Pwofitasyon, en créole, ou LKP (« Collectif contre l'exploitation outrancière » en français), membre important de la grève générale qui a touché l'archipel en janvier 2009 et février 2009.
- Évelyne Élien, née le 24 mars 1963 à Basse-Terre, athlète française spécialiste du 400 mètres.
- Gaston Feuillard, maire d Basse-Terre de 1959 à 1971 et député de la Guadeloupe de 1958 à 1973.
- Jane Fostin, née le 27 décembre 1973 à Basse-Terre, chanteuse, membre du groupe Zouk Machine.
- Jacques Nicolas Gobert, né à Basse-Terre le 22 mai 1760, général de division de la Révolution.
- Guy Hatchi, footballeur né le 18 mars 1934 à Basse-Terre. Ce joueur de petite taille a évolué comme demi au CS Sedan-Ardennes et à l'Olympique lyonnais[54].
- Charles Houël, fondateur de Basse-Terre en 1649.
- Léon Hennique, né à Basse-Terre le 4 novembre 1850 et mort à Paris le 25 décembre 1935, romancier naturaliste et auteur dramatique.
- Ferdinand Joseph L'Herminier, né en 1802 à Basse-Terre et mort en 1866 à Pointe-à-Pitre, botaniste et zoologiste.
- Rony Martias, né le 4 août 1980 à Basse-Terre, coureur cycliste.
- Louisy Mathieu, né le 2 février 1817 à Basse-Terre et mort le 4 novembre 1874. Esclave, tonnelier, puis ouvrier typographe, il est député de la Guadeloupe de 1848 à 1849.
- Lucette Michaux-Chevry, maire de Basse-Terre de 1995 à 2001 et de 2008 à 2014, ancienne député, sénatrice, présidente du conseil régional de la Guadeloupe.
- Camille Mortenol (1859-1930), capitaine de vaisseau, y fut élève en se distinguant par d'exceptionnelles dispositions pour les mathématiques.
- Paul Niger, pseudoyme d'Albert Béville, écrivain, administrateur et militant né le 21 décembre 1915 à Basse-Terre et mort le 22 juin 1962 dans un accident d'avion à Deshaies.
- Marie-José Pérec, née à Basse-Terre le 9 mai 1968, seule athlète à être triple championne olympique : en 1992 aux Jeux de Barcelone sur 400 mètres et deux fois aux Jeux d'Atlanta en 1996 sur 400 mètres et 200 mètres.
- Antoine Richepanse, né à Metz le 25 mars 1770, nommé chef de l'expédition de la Guadeloupe par Napoléon Bonaparte, il embarque en 1801, avec l'ordre d'y mater le soulèvement de Louis Delgrès. Il y parvint mais, atteint par la fièvre jaune, il meurt le 3 septembre 1802 à Basse-Terre. Il est enterré dans l'enceinte même du fort Delgrès.
- Jacques Rousseau, athlète né le 10 mars 1951 à Basse-Terre. Champion d'Europe de saut en longueur en 1978.
- Tanya Saint-Val, chanteuse née en 1965 à Basse-Terre.
- Willy Salzedo, né à Basse-Terre en 1961, pianiste, auteur, compositeur, réalisateur, arrangeur, qui s'est imposé comme l'un des grands compositeur de la chanson caribéenne depuis plus de vingt ans.
- Luc Sonor, né le 15 septembre 1962 à Basse-Terre, footballeur international de l'AS Monaco et du FC Metz, consultant à Canal+.

### Héraldique
| Armes de Basse-Terre | Les armes de Basse-Terre se blasonnent ainsi : De gueules chargé d’un soleil d’or non figuré ; au chef d’azur à trois fleur de lys d’or. Les fleurs de lys symbolisent l'appartenance à la France tandis que le soleil symbolise l’île tropicale. |

### Médiagraphie
- « Point économique Guadeloupe : quelques mois après le passage des cyclones David et Frédéric (dont la crainte des Basse-Terriens) » [vidéo], sur ina.fr, TF1 Actualités 20H, 26 décembre 1979.
- Marie-Emmanuelle Desmoulins, Dominique Bonnissent, Hubert Maheux et Thomas Romon, Basse-Terre, patrimoine d'une ville antillaise, Pointe-à-Pitre, Service de l'inventaire général - Ministère de la Culture, Ed.Jasor, 2006, 252 p. (ISBN 2912594561 et 9782912594563) Sommaire [PDF].